# Udo Reinhardt
Udo Reinhardt (* 7. August 1942 in Bad Kreuznach) ist ein deutscher Klassischer Philologe, Literaturwissenschaftler und Rezeptionsforscher.

## Leben
Udo Reinhardt besuchte von 1952 bis 1961 das Gymnasium an der Stadtmauer in Bad Kreuznach und studierte ab 1961 Klassische Philologie, Alte Geschichte und Archäologie in Mainz und Tübingen. 1968 absolvierte er in Mainz das Staatsexamen, 1972 wurde er bei Andreas Thierfelder zum Dr. phil. promoviert. Reinhardt lehrte und forschte an der Universität Mainz als Assistent (1968–1974), später als Akademischer Rat bzw. Direktor (ab 1974) bis zu seinem Eintritt in den Ruhestand (2007).
2003 habilitierte er sich für Klassische Philologie in einem kumulativen Verfahren und wurde zum Privatdozenten ernannt. An der Universität Mainz übernahm er Veranstaltungen zu den Bereichen Klassische Philologie, Archäologie, Mythologie, Kunstgeschichte und Europäische Kulturgeschichte vorwiegend im Studium Generale (1991–2007) bzw. für Bildungssenior(inn)en (2007–2019), an der Universität Frankfurt am Main in kontinuierlichen Lehraufträgen für Bildungssenior(inn)en (1991–2014). Die grundlegenden großen Publikationen sind erst im Verlauf seines Ruhestands herausgekommen.
Ausgehend von Klassischer Philologie und Klassischer Archäologie, entwickelte sich zu Reinhardts Forschungsschwerpunkt der antike Mythos mit seiner umfangreichen Tradition und Rezeption in der europäischen Literatur, Kunst und Kultur von den frühgriechischen Anfängen bis zu den Neuen Medien von Moderne und Postmoderne. Im Spätwerk (ab 2007) spielt zunehmend auch die narrative Bedeutung des Mythos allgemein im Rahmen der europäischen (und ansatzweise auch orientalischen) Erzähltradition eine Rolle.

## Schriften (Auswahl)
- Gesamtliste in Ausgewählte Kleinere Schriften. 2020, S. 244–256.
- Mythologische Beispiele in der Neuen Komödie: Menander, Plautus, Terenz. Teil 1. Mainz 1974. (Dissertation)
- Ovids Metamorphosen in der modernen Kunst. Eine visuelle Ergänzung für die Schullektüre. Bamberg 2001, ISBN 3-7661-5448-6.
- Der antike Mythos. Ein systematisches Handbuch. Freiburg im Breisgau 2011, ISBN 978-3-7930-9644-3 (aktuell ISBN 978-3-96821-383-5)
- Mythen – Sagen – Märchen. Eine Einführung mit exemplarischen Motivreihen. Freiburg im Breisgau 2012, ISBN 978-3-7930-9655-9 (aktuell ISBN 978-3-96821-392-7)
- Arachne und die Liebschaften der Götter. Freiburg im Breisgau 2014, ISBN 978-3-7930-9745-7 (aktuell ISBN 978-3-96821-463-4)
- Definitive Nachträge (2018) zur Erstauflage von Der antike Mythos (2011). Mainz 2019 (zur verbesserten digitalen Neufassung 2022 vgl. unter Weblinks)
- Definitive Nachträge (2018) zur Erstauflage von Mythen – Sagen – Märchen (2012). Mainz 2019 (zur verbesserten digitalen Neufassung 2022 vgl. unter Weblinks)
- Ausgewählte Kleinere Schriften. Mit kommentierter Gesamtliste der eigenen Publikationen zu Mythologie, Ikonographie und Narratologie (1971–2020). Mainz 2020 (zur verbesserten digitalen Neufassung vgl. unter Weblinks)
- Hundert Jahre Forschungen zum antiken Mythos (1918/20 – 2018/20). Ein selektiver Überblick (Altertum – Rezeption – Narratologie). Berlin 2022, ISBN 978-3-11-078634-7.